# Цинпу
Цинпу́ (кит. упр. 青浦, пиньинь Qīngpǔ, буквально: «Тёмный берег») — район городского подчинения города центрального подчинения Шанхай (КНР).

## География
Район находится в западной части подчинённой городу территории, и граничит с провинциями Цзянсу и Чжэцзян. Западная граница района проходит по озеру Дяньшань, из которого вытекает река Хуанпу — единственный источник пресной воды Шанхая.

## История
Уезд Цинпу был образован во времена империи Мин в 1542 году из смежных частей уездов Хуатин и Шанхай; он был подчинён Сунцзянской управе (松江府).  В 1912 году постановлением временного революционного правительства провинции Цзянсу управы и области были упразднены, а уезды стали подчиняться напрямую властям провинции.
После того, как во время гражданской войны войска китайских коммунистов форсировали Янцзы и заняли территории к югу от неё, в мае 1949 года был образован Специальный район Сунцзян (松江专区) провинции Цзянсу, в состав которого вошёл и уезд Цинпу. 1 января 1958 года уезд был передан в состав Специального района Сучжоу (苏州专区) провинции Цзянсу, а с 21 ноября того же года перешёл под юрисдикцию Шанхая. В 1999 году уезд Цинпу был преобразован в район городского подчинения.

## Административно-территориальное деление
Район Цинпу делится на 3 уличных комитета и 8 посёлков.

## Экономика
В Цинпу базируется компания YTO Express — одна из крупнейших в Китае логистических корпораций.